# 3715 Štohl
3715 Štohl este un asteroid din centura principală, descoperit pe 19 februarie 1980 de Antonín Mrkos.